# Élie Alavaill
Élie Joseph Joachim Alavaill (Ceret, 20 de març de 1844 - París, 19 de gener de 1908) fou un enginyer, periodista i polític nord-català.
Era a París el 1871 quan s'hi va proclamar la Comuna, en la qual hi va participar activament. Després treballà com a enginyer a Perpinyà, on es va casar el 1874 i el 1876 va editar amb el seu germà Justin Alavaill el diari d'esquerres Le Républicain des Pyrénées-Orientales. Perseguits per Mac-Mahon desprésdel « cop del 16 de maig » de 1877, els germans Alavaill s'aixoplugaren a Barcelona i el seu diari deixà d'aparèixer. Élie es va exiliar a Portugal, on hi va restar fins a 1879 abans de tornar, recreant le Républicain en 1880 i ser elegit conseller general en 1881. De 1886 a 1888 va obtenir un càrrec a Tonkin, on hi va morir la seva filla a causa de no soportar el clima. De retorn a la Catalunya Nord, es va presentar infructuosament a nombroses eleccions legislatives i cantonals. Es va retirar a París, on hi residien els seus fills.

## Obres
- Dieu existe-t-il ? : poème, Levaillant, Paris, 1871